# تیم ملی والیبال زنان کنیا
تیم ملی والیبال زنان کنیا تیم ملی والیبال زنان کشور کنیا است.

## نتایج

### بازی‌های المپیک تابستانی
- ۱۹۶۴ تا ۱۹۹۶ — شرکت نداشت
- ۲۰۰۰ — جایگاه ۱۱ام
- ۲۰۰۴ — جایگاه ۱۱ام
- ۲۰۰۸ — شرکت نداشت